# Legends of Wrestling
Legends of Wrestling é um jogo eletrônico de wrestling profissional baseado nos maiores lutadores de todos os tempos, do WWF/WWE, NWA, WCW, ECW e várias promoções independentes. Foi desenvolvido e produzido pela Acclaim Entretainment. Foi lançado em 2001 para o PlayStation 2, depois, em 2002, para o Nintendo GameCube e Xbox. Em 2006, a editora canadense de videogame Throwback Entertainment adquiriu os direitos de licença e de publicação para Legends of Wrestling. A Throwback Entertainment afirmou que eles estão prontos para trazer este IP para a próxima geração de consoles, embora não tenha especificado em qual plataforma ele estrearia.
Legends of Wrestling conta com Rob Van Dam, Bret Hart, Hulk Hogan, Terry Funk, Jimmy Snuka, Jerry Lawler, os guerreiros da estrada, e Jimmy Hart.